# Distretto di Tùnėl
Il distretto di Tùnėl è uno dei ventitré distretti (sum) in cui è suddivisa la provincia del Hôvsgôl, in Mongolia. Conta una popolazione di 3.528 abitanti (censimento 2009). 